# Abu Dhabi National Oil Company
Abu Dhabi National Oil Company (em árabe: شركة بترول أبوظبي الوطنية‎‎) ou ADNOC é uma companhia petrolífera dos Emirados Árabes Unidos.

## História
A companhia foi estabelecida em 1971.